# Саравак (королевство)
Саравак (англ. State of Sarawak) — государство в северной части острова Калимантан, существовавшее с середины XIX века до середины XX века, и управлявшееся английской династией.

## История

### Образование независимого государства
В 1830-х годах западной областью Султаната Бруней управлял наместник Макота, злоупотребления которого вызвали восстание местных даякских племён. Султан направил в Саравак наследника престола Хашима, который так и не смог подавить восстание. В результате малайская знать Брунея сохранила власть лишь над административным центром Саравака — Кучингом — и небольшой его округой.
В это время появился Джеймс Брук, который после получения наследства снарядил яхту и отправился на Малайский архипелаг в поисках приключений. Прибыв в 1839 году в Кучинг он подружился с Хашимом. Оказав Хашиму помощь в подавлении восстания даяков, Брук получил в 1841 году титул раджи и пост наместника Саравака.
Британское правительство, исходя из общей политики неприобретения новых территорий (обладание которыми увеличивало расходы на управление), а также не желая осложнять отношения с Нидерландами, отрицательно отнеслось к предложениям Брука о превращении Саравака в колонию или протекторат. Однако, так как англичане были заинтересованы в подавлении пиратства, угрожавшего торговле Сингапура, Великобритания стала оказывать помощь Бруку в установлении власти. Брук, в свою очередь, умело использовал британские военные суда для борьбы не только с пиратами, но и с непокорными даякскими племенами, а также малайскими феодалами.
В 1845 году, воспользовавшись приходом эскадры адмирала Кокрэна, Брук добился отстранения от власти своих врагов при брунейском дворе и восстановления позиций Хашима и его брата Бедруддина. Весной 1846 года в столице Брунея произошёл переворот — проанглийски настроенные принцы во главе с Хашимом и Бедруддином были убиты; к власти пришла враждебная Бруку партия малайской знати, связанная с пиратами побережья. Тогда в августе 1846 года Брук при поддержке эскадры Кокрэна захватил Бруней, и заставил султана Омара Али подписать соглашение, по которому получал суверенные права на Саравак, а остров Лабуан становился британским владением.

### Правление Джеймса Брука
В 1847 году Брук с триумфом появился в Великобритании, где был возведён в рыцарское звание, получил степень доктора права Оксфордского университета, был назначен губернатором Лабуана и генеральным консулом Великобритании в Брунее.
Вернувшись в Саравак, Брук продолжил покорение даякских племён, используя прежний предлог — борьбу с пиратством. В 1849 году британский флот и саравакская флотилия Брука устроили кровавую бойню у мыса Батанг-Мару, потопив в ночном нападении более 90 прау и уничтожив около 400 человек. После сражения выступавшие на стороне Брука даяки обезглавили не менее 120 пленных. Бойня в Батанг-Мару стала одним из главных обвинений либеральной оппозиции в британском парламенте в начале 1850-х годов, критиковавших действия военно-морских сил Великобритании. Под давлением оппозиции в 1854 году была создана парламентская комиссия для рассмотрения обвинений в адрес Брука, которая его оправдала.
В 1850 году начались столкновения издавна живущих на Западном Калимантане китайцев с голландскими властями, устанавливавшими контроль над западным побережьем острова. Многие китайцы бежали в Саравак, где их радушно принимал Брук. Однако его политика жёсткого контроля над переселенцами вызвала недовольство китайских тайных обществ, а события Второй Опиумной войны вызвали рост китайского национализма, и в феврале 1857 года китайцы-золотоискатели из внутренней части Саравака двинулись на Кучинг. Застав англичан врасплох, китайцы убили нескольких европейцев и членов их семей, и разграбили город. Артиллерия подошедшего британского парохода заставила нападавших отступить, а малайские и даякские отряды Брука, которому удалось спастись, довершили разгром китайцев, в панике бежавших на голландскую территорию. Брук установил контроль над китайским населением своего владения, которое в последующие годы снова возросло. В 1863 году британское правительство признало Саравак независимым государством под властью Брука.

### Правление Чарльза Джонсона Брука
После смерти Джеймса Брука в 1868 году новым правителем стал его племянник Чарльз Энтони Брук. Он продолжал расширять территорию Саравака за счёт Брунея, и явно намеревался превратить весь султанат в своё владение. Когда в 1880-х годах в Сабахе начала действовать Компания Британского Северного Борнео, это подхлестнуло Чарльза Брука, и он оккупировал ряд новых областей Брунея, в результате чего султанат превратился в крошечное княжество, а Саравак стал граничить с Сабахом. В 1888 году Великобритания установила протекторат над всем Северным Калимантаном, включая Саравак, а в 1906 году назначила резидента в Бруней, предотвратив его окончательное поглощение Сараваком.
Несмотря на то, что наиболее мощные очаги антианглийского сопротивления в Сараваке были подавлены ещё при Джеймсе Бруке, во внутренних областях вплоть до Первой мировой войны спорадически возникали вспышки недовольства колониальным управлением. Самой значительной из них было восстание даяков 1893 года под руководством Бантинга и Нгумбанга. Экспедиция 1894 года, возглавленное раджой Чарлзом Бруком, потерпела неудачу. В 1902 году он снарядил ещё одну экспедицию против Бантинга, но вспышка холеры и сопротивление повстанцев обрекли на полную неудачу и её. В последующие годы войска и полиция Бруков совершали бесконечные рейды на мятежные территории, сжигая деревни, уничтожая посевы и т. д., но лишь в 1908 году Бантинг признал власть Бруков и прекратил сопротивление. В 1908—1909 годах и в 1915 году в Сараваке произошли новые волнения среди даяков.

### Правление Чарльза Вайнера Брука
После смерти в 1917 году Чарльза Джонсона Брука новым раджой Саравака стал его сын Чарльз Вайнер Брук. Во время его правления по экономике страны был нанесён серьёзный удар: экономический кризис начала 1930-х годов привёл к падению цен на каучук и перец, что привело к двукратному падению государственных доходов. Разорённые даяки подняли в 1931 году восстание в бассейне рек Кановит и Энтабай, которое было подавлено лишь в декабре 1932 года.
Вторая мировая война принесла повышение спроса на нефть, каучук, лес и продовольствие. Раджа Брук в 1940 году сделал Великобритании два «подарка» стоимостью 1,5 миллиона малайских долларов как вклад Саравака в военные усилия метрополии.
В сентябре 1941 года в Кучинге было торжественно отпраздновано столетие власти династии Бруков в Сараваке. Была издана «конституция», которая в туманных выражениях намекала на возможность получения в будущем «коренным населением» самоуправления.
После вступления Японии во Вторую мировую войну в ходе Борнеоской операции японские войска высадились у Кучинга 24 декабря 1941 года. После недолгой перестрелки оборонявшийся там пенджабский батальон отступил к аэродрому, и в течение следующего дня держался там, отправив раненых и семьи европейцев в Голландскую Ост-Индию. Ночью было решено отвести туда и боевые подразделения. 31 декабря остатки английских войск и беженцы прибыли в Сингкаванг. Чарльз Вайнер Брук отбыл в Сидней, где и оставался до конца войны.
Изначально никакого сопротивления японцам со стороны местного населения в Сараваке не было; его вызвали сами оккупанты, которые начали сгонять местных жителей на принудительные работы, отбирать рис и продовольствие. Среди китайцев Саравака были сильные проанглийские настроения, и когда с 1943 года в Сараваке начали появляться британские разведчики, они встретили там благожелательный приём. В 1945 году Саравак был освобождён австралийскими войсками в ходе упорных боёв, так как размещённые там японские войска продолжали сопротивляться и после капитуляции Японии. Австралийцы смогли войти в Кучинг лишь 11 сентября 1945 года.
15 апреля 1946 года Чарльз Вайнер Брук вернулся в Саравак, а 1 июля 1946 года в обмен на пенсион согласился на передачу Саравака в состав Британской империи. Это решение, принятое без учёта мнения местного населения, привело к мощному движению протеста.